# 毎月勤労統計調査

OECD各国の平均年間賃金（PPPUSD）

毎月勤労統計調査（まいつききんろうとうけいちょうさ） は日本の基幹統計
のひとつである毎月勤労統計を作成するための基幹統計調査である。厚生労働省が所掌する (政府統計コード 00450071)。雇用・給与（賃金）・労働時間の水準とその変動を明らかにすることを目的として、全国調査・地方調査・特別調査の3種類の調査をおこなう。全国調査と地方調査は、常用労働者を5人以上雇用する事業所を対象として、それぞれ日本全国と各都道府県で毎月実施する。特別調査は、これらの調査にふくまれない小規模な事業所を対象とする調査を年1回実施するものである。
統計の目的に沿って、雇用・賃金の変動に関する多くの指数について、前年同月比、前月比、季節調整済み前月比が公表される。これらは景気変動を探る経済指標として利用される。また、国民経済計算や社会保険の給付額の算定などにも調査結果が影響する。調査・集計に関する技術的資料や結果数値はウェブサイトや報告書に掲載される。ミクロデータの二次利用も一部可能になっている。
1923年（大正12年）に始まった調査を前身とするが、その後の変遷を経て、1990年までに現在と同様の調査体制が整えられた。2018年末から2019年初めにかけて、全国調査で長年にわたって不正をつづけてきたことが判明し、多方面に影響を及ぼした 。この事件に対応して政府がおこなった公的統計全体についての点検の結果、6割強に不適切な部分が見つかったとされる。

## 概要
「毎月勤労統計調査」の名前は「年次勤労統計調査」と対になるものである。1944年に開始した際、年1回の大きな「年次調査」があることを前提として、その間を補完する毎月の簡易調査として発足したことに由来する。
この年次調査は全国の事業所を全数調査するセンサスであったが、1946年をもって終了し、事業所統計調査（指定統計第2号）として再編された
。毎月調査のほうだけが1947年以降も継続し、今日の毎月勤労統計調査となっている。
常用労働者が5人以上の事業所を対象として毎月おこなう全国調査、これに都道府県独自の調査対象事業所を追加して毎月おこなう地方調査のほか、常用労働者が4人以下の事業所を対象に一年に一回7月分についておこなう特別調査がある。
全国調査と地方調査の調査項目は共通である。主要な項目は、その事業所の常用労働者数およびその月間の増減、出勤延べ日数、延べ実労働時間数 (所定内及び所定外)、現金給与 (きまって支給する給与、超過労働給与、特別に支払われた賞与等) の税込み総額である。これらについて常用労働者全員分、男女別、パートタイム労働者分を回答する、表形式の調査票 が使われる。
特別調査では、表形式の調査票 に、常用労働者のひとりひとりについての回答を記入する。基本的属性 (性別、年齢、通勤・住み込みの別、家族労働者であるか、勤続年数) のほか、7月分の出勤日数と通常日1日当たりの実労働時間、6月の最終給与締め切り日から7月の最終給与締め切り日までの1か月分のきまって支給する現金給与額、前年の8月1日から当年の7月31日までに特別に支払われた賞与等の額が調査される。
調査対象は、日本標準産業分類に基づく16大産業
の事業所である。民営事業所のほか、公営であっても公務ではない事業（教育・医療・交通など）は対象となる。ただし、船員法（昭和22年法律第100号）に規定する「船員」は調査対象外である。
常用労働者を500人以上雇用する事業所は、2019年6月以降、すべて全国調査・地方調査において毎月調査される。30-499人規模の事業所については、事業所母集団データベース を利用して、都道府県・産業・事業所規模別に無作為に対象を選定し、毎年1月に部分的に入れ替える (これは「ローテーション・サンプリング」 と呼ばれる方式であり、この規模の事業所については2018年から導入された)。29人以下の規模の事業所については、データベースによる選定ではなく、経済センサス調査区を基に作成した「毎勤基本調査区」「毎勤特別基本調査区」の層化抽出を第1段階としておこない、抽出された調査区で現況調査  による事業所名簿を作成する（労働省『毎月勤労統計調査70年史』(1994)
にはこの現況調査の当時の方法の説明があるが、その後もおなじ方法によっているかどうかは不明）。5-29人規模の事業所については、この名簿から対象事業所の選定を半年に1度おこない、毎年1月と6月に全国調査・地方調査の対象をおよそ3分の1ずつ入れ替えるローテーション・サンプリング方式が、1990年から使われている。5人未満規模の事業所については、対象調査区の当該規模の事業所すべてを特別調査の対象とする。
厚生労働省は調査対象事業所の選定をおこなうとともに、総務大臣の審査・承認を受けて、調査の手引を作成する。実際の調査業務は、この手引きに基づき、対象事業所所在地の都道府県が担当する。30人以上規模の事業所は郵送による調査、29人以下規模の事業所は統計調査員 による訪問調査となるが、「政府統計オンライン調査総合窓口」 によるインターネット回答にも対応している。また市販の給与計算ソフトで作成した調査票を提出することもできる。なお、2019年6月から2022年1月まで、東京都の500人以上規模の事業所の一部は、東京都による担当ではなく、厚生労働省が直接調査していた。
統計法第13条によれば、基幹統計の作成のために必要な事項について報告を求められた個人、法人、その他の団体は、これを拒んだり虚偽の報告をしてはならない。個人情報保護を理由とした報告拒否も認められていない（統計法第52条により、個人情報の保護に関する法律の適用が除外されている）。この規定の違反者は、50万円以下の罰金に処せられる（統計法第61条）。

## 特徴

### 事業所調査としての特徴
毎月勤労統計調査は事業所を対象とする調査である。各事業所においては賃金台帳や人事記録に基づいて回答するので、労働者の回答による調査（たとえば労働力調査）に比較して、企業が把握する賃金や労働時間を正確に測定できるとされている。ただし、逆にいえば、企業が把握していない情報、たとえば、いわゆるサービス残業
や、裁量労働制が適用される労働者の労働時間などについては、回答が不正確である可能性がある。また、ひとりの労働者が複数の事業所に勤務している場合は、重複してカウントされることになる。この点で、事業所調査から推計される「労働者数」は、通常の意味での労働者の人数ではない。
毎月勤労統計調査の場合、民営の事業所だけでなく、公営の事業所も、「公務」に分類されるもの（行政機関・警察・消防など）以外は調査対象としている。このため、国公立の学校や病院、公共交通機関なども対象である。一方で、農林漁業などは対象外 である。

### 水準統計としての特徴
毎月勤労統計調査は、雇用・賃金・労働時間等の水準を、全国についてまたは都道府県別に測定することを意図している。この点に注目する場合は「水準統計」 と呼ばれることがある。この方向で統計が利用されている例として、各種社会保険の給付額や国民経済計算における雇用者報酬の算出に使われていることがあげられる。
これは、労働者の全体的な状況を知ることに主眼があって労働者間の労働条件のばらつきやその要因への関心は薄い、ということでもあり、特に全国調査・地方調査にあてはまる。これらの調査で使用する調査票 の構成からわかるように、事業所は、常用労働者に対して支払った（延べ）賃金や労働時間の総計を回答するのであり、個別の労働者の状況を回答するのではない。ただし、男性・女性の別とパートタイム労働者・一般労働者の別については、特にわけて回答することになっているので、例外的に、労働者属性による労働条件の差を知ることができる。（過去には一部の産業で職種別の回答を求めていたこともあったが、1990年の改正によって廃止された。）労働者の属性による賃金の差異を分析するには、おなじ厚生労働省が実施している賃金構造基本統計調査のほうが適している。

なお、特別調査では状況が異なり、ひとりひとりの常用労働者について、属性とともに労働条件を個別に回答する様式 で調査している。

### 動態統計としての特徴
毎月勤労統計調査は、全国調査・地方調査については、毎月調査をおこない、迅速に集計して公表する体制をとっている。おおむね、ある月の状況についての調査を翌月におこない、その集計結果の速報を翌々月初旬に公表、確報をその月末までに公表するというスケジュール
である。このように、最新の経済・労働の動態を早く知る手段としての性質が強く、そのようにして速報された数値がしばしば新聞紙面を飾る。
経済政策上の関心が賃金の変化に向けられるようになり、早く精確に賃金の動態を知りたいという要求が強まっている。賃金動態統計の重要性が高まっているなか、これまでの歴史的な経過に沿って整備されてきた毎月勤労統計調査の体制ではそれにじゅうぶん対応できないことが危惧されている。

## 活用事例
毎月勤労統計調査の集計結果は学術研究や政策立案のために分析されるほか、国際労働機関 (ILO) や経済協力開発機構 (OECD) に定期的に送付されており、労働統計・経済統計の国際比較をおこなう際に参照されている。国内行政において厚生労働省ほかが具体的に活用している事例としては、つぎのようなものがある：
- 最低賃金（中央最低賃金審議会）
- 人事院勧告（人事院）
- 公共工事設計労務単価（国土交通省）
- 失業給付（雇用保険法第18条）
- 平均賃金（労働基準法第12条第8項）
- 労働災害の休業補償額（労働基準法第76条第2項）
- 労災保険の保険給付額（労働者災害補償保険法第8条の2第1項第2号、第8条の3第1項第2号、第16条の6第2項等）
- 国民経済計算における雇用者報酬（内閣府）
- 景気動向指数（内閣府）

## 技術資料
調査対象事業所の選定、調査項目、調査の実施、集計と推計の方法、標本誤差の推定と評価などの詳細な情報は、報告書、公式ウェブサイト、その他の資料から入手できる。

### 報告書掲載資料
全国調査・地方調査については、前年分の集計表と調査の概要をまとめた『毎月勤労統計調査年報』

が毎年作られる。これを市販用に合本としたものが『毎月勤労統計要覧』
であり、労務行政から毎年刊行されている。これらの報告書は、1997年調査分
以降は、同一のテンプレートに則って毎年加筆を重ねていくかたちになっている。前年との差分をとっていくと、調査･集計方法の変化が追跡できる。ただし、前年分の調査についての情報と最新の情報が混在している場合があるので、注意を要する。
また、地方調査については、各都道府県においても、個別に報告書を作成している。
特別調査については、『毎月勤労統計調査特別調査報告』
が毎年発行されている。

### 公式ウェブサイト掲載資料
厚生労働省公式ウェブサイト www.mhlw.go.jp 内に、全国調査・地方調査
と特別調査
それぞれの情報がまとまっており、現在の調査の概要がわかる。
ただし、過去の情報を一覧できるまとまったアーカイブはなく、調査票 をのぞいては、調査方法等の変遷を追跡することができない。
地方調査については、都道府県の多くが独自にウェブサイトで情報を公開している。国立情報学研究所のサービスCiNii Researchが各ウェブサイト掲載情報を収集している
が、網羅的ではなく、都道府県によって捕捉率がかなり異なる。

### 内部資料
インターネットの普及とともに、厚生労働省内会議での毎月勤労統計調査に関する資料や議事録

がウェブサイトで公開されるようになり、調査の問題点の検討過程や改正点などについての議論の過程が見られるようになった。
また、2018年末に発覚した統計不正を受け、統計委員会
やその傘下の点検検証部会
で、毎月勤労統計調査の審議がおこなわれた。これらの会議資料にも、調査に関する技術的な情報がある。
毎月勤労統計調査は統計法に基づく統計調査であるため、調査計画について審議・承認を経る必要がある。この計画書および実施後の点検・評価の資料
が、「政府統計の総合窓口」(e-Stat) に収録されている。

### 二次資料
毎月勤労統計調査について概説的な情報をえるには、公開の技術資料を二次的にまとめた書籍

や雑誌記事    
が便利である。

### 歴史資料
前身とされる調査をふくめ、毎月勤労統計調査に関する情報は、旧労働省による『毎月勤労統計調査50年史』（1974年）
『労働統計40年史』（1988年）
『毎月勤労統計調査70年史』（1994年）
にまとまっている。1920年代から1950年代の関連公文書は、旧総理府統計局が編纂した『総理府統計局百年史』の第3巻 (経済) 上巻
が収録している。1923-1925年（大正12-14年）「職工賃銀毎月調査」「鉱夫賃銀毎月調査」にさかのぼる調査票等の資料は、一橋大学経済研究所が収集・公開する「公的統計メタデータ」
にふくまれている。
旧労働省が刊行していた『労働統計調査月報』（1949-2005年） には、統計担当者による解説記事がときどき載っていた。労働省『毎月勤労統計調査70年史』（1994年） 37-39頁に、それらの解説記事の一覧がある。
過去の調査報告書にも、その当時の調査についての技術的な解説がある。また、1961年の『毎月勤労統計調査総合報告書』 には、1923年からの資料がまとめられている。

## 調査結果データ

### ウェブサイトにおける集計表公開
毎月の全国調査・地方調査について、「速報」「確報」が発表される。地方調査については、各都道府県のウェブサイトにおいても結果が報告される。また、年間および年度についての結果もウェブサイトで公開される。内容は、賃金（現金給与総額、きまって支給する給与、所定内給与、時間当たり給与、所定外給与、特別に支払われた給与）、労働時間（総実労働時間、所定内労働時間、所定外労働時間、出勤日数）、常用雇用（常用労働者数、パートタイム労働者比率）、労働異動（入職率、離職率）などであり、それらについての実数、特定の年の数値を100として指数化した値、前年比、前年同月比などが、定型のフォーマット (Microsoft Excelファイル) で産業別に示される。
「速報」は、おおむね調査をおこなった翌月上旬に公表されるもので、その時点ではまだ対象事業所からの回答が出そろっていない。その後に「確報」を公表するまでに集まった回答を追加するため、数値がかなり動く場合がある。また、経済センサス等による母集団労働者数推計値の調整（ベンチマーク更新）によって集計用ウエイト（「推計比率」 と呼ばれる）が大きく変わる場合も、ウエイト切り替えが確報集計時となり、数値の差が出る原因となる。
特別調査の結果は、毎年1回発表される。

### 政府統計の総合窓口における集計表公開
全国調査および特別調査による集計表は、「政府統計の総合窓口」(e-Stat)
にも収録される。毎月勤労統計調査には、政府統計コードとして00450071という番号が割り当てられており、これを使って探すことができる。
e-Stat 収録の統計データには「データベース」と「ファイル」の2種類があるが、毎月勤労統計調査についての「データベース」の更新は2016年で止まっている。「ファイル」のデータはそれ以降も更新されており、Microsoft ExcelまたはCSV形式のファイルをダウンロードできる。(2023年6月10日現在)

### 統計法に基づくミクロデータ利用
日本の公的統計制度は、集計表を作成する前のミクロデータを独自集計する方法を複数用意している。
そのうち、統計法第33条に基づく「調査票情報の利用」の対象
に、毎月勤労統計調査がふくまれている。磁気媒体での提供は、全国調査の2013-2021年分と特別調査の2005-2021年分（2020年については小規模事業所勤労統計調査）。利用場所を限定するオンサイト利用は、全国調査の2020-2022年分と特別調査の2022年について可能である。また、統計法第34条に基づく「委託による統計の作成」(いわゆる「オーダーメード集計」) の対象に、毎月勤労統計調査特別調査（2009-2022年分）がふくまれている。統計法第35-36条に基づく「匿名データ」の作成・提供は、毎月勤労統計調査についてはおこなわれていない。（2024年3月22日現在）

## 用語

### 事業所
第一種事業所
常用労働者を30人以上雇用する事業所。1989年までおこなわれていた全国「甲」調査対象事業所に相当する。「30人以上雇用」というのは調査対象として指定された時点でのことなので、その後に雇用を減らして29人以下になったとしても第二種事業所に変更されるわけではない（その状態が継続すると調査対象外となる）。
第二種事業所
常用労働者を5-29人雇用する事業所。1989年までおこなわれていた全国「乙」調査対象事業所に相当する。「5-29人雇用」というのは調査対象として指定された時点でのことなので、その後に雇用を増やして30人以上になったとしても第一種事業所に変更されるわけではない。雇用を減らして常用労働者4人以下の状態が継続すると、調査対象外となる。
特別調査事業所
常用労働者を1-4人雇用する事業所

### 労働者
常用労働者
雇用契約期間の定めがないかまたは雇用契約期間が1か月以上の労働者
〔2017年12月以前は定義がちがうので注意〕
パートタイム労働者
常用労働者のうち、(1) 一日の所定労働時間が一般の労働者よりも短い者、および (2) 一日の所定労働時間が一般の労働者と同じで一週の所定労働日数が一般の労働者よりも少ない者
一般労働者
常用労働者のうち、パートタイム労働者でない者

### 賃金
名称の如何を問わず、労働の対償として使用者が労働者に通貨で支払うものを給与とする。所得税、社会保険料、組合費、購買代金等を差し引く前の金額。退職金はふくまない。
きまって支給する給与
労働協約・就業規則等によって定めた基準によって支給する給与。基本給、家族手当、超過労働手当を含む。
所定外給与
所定の労働時間を超える労働、休日労働、深夜労働に対して支給する給与。時間外手当、休日出勤手当、深夜手当等。
所定内給与
きまって支給する給与のうち、所定外給与以外のもの。基本給・家族手当等。
特別に支払われた給与
(1) 夏冬の賞与、期末手当等の一時金、(2) 支給事由の発生が不定期なもの、(3) ベースアップの差額追給分等、(4) その他労働協約・就業規則等で定める基準に基づかない給与。
現金給与総額
きまって支給する給与と特別に支払われた給与の合計額。
(以上の説明は肥後 を参考にした)

### 労働時間
実労働時間数
実際に労働した時間（休憩時間をのぞく）
所定内労働時間
労働協約、就業規則等で定める正規の始業時刻から終業時刻までの間の実労働時間数。
所定外労働時間
早出、残業、臨時の呼出、休日出勤等の実労働時間数。
総実労働時間
所定内労働時間と所定外労働時間の合計。
出勤日数
実際に出勤した日数（1時間でも出勤していれば1日と数える）。有給休暇はふくめない。

### サンプリング
標準誤差率
概念的には、標準誤差を平均値で割ったものをいう。毎月勤労統計調査においては、「きまって支給する給与」について、集計区分（後述）ごとに変動係数を回答事業所数の平方根で割って有限母集団修正を加えたものを標準誤差率としている。集計区分を合算した集団について標準誤差率を求めるときには、各集計区分についての標準誤差率を母集団労働者数の構成比と平均賃金の相対的な高さによって重みづけて合計する。
〔2006年調査まではちがう方法で合計した値を使っており、「標本誤差率」と呼んでいた。〕
目標精度
標準誤差率が産業・事業所規模別に一定の範囲となるように、目標精度が定められている。500人以上規模の事業所は全数調査であるため、目標精度はゼロという設定になっている。
〔2001年以前は産業分類がすこしこまかく、また「5人以上」の列を加えて4行×5列の表であった。2002年以降に「製造業小分類」「製造業中分類」の行がなくなり、2012年版で「5人以上」の列がなくなって、2行×4列の表になった。〕
抽出率
調査対象になりうる候補の事業所のうちで、実際に調査対象として抽出される事業所の割合。
系統抽出
調査対象を抽出する技法のひとつ。調査対象になりうる候補をならべたリストから、最初のひとつを無作為に選び、その後、一定の抽出間隔ごとに調査対象を選んでいく。抽出間隔をRとすると、この方法でリストをちょうど一周したところで抽出率が1/Rとなる。
ローテーション
調査対象となる事業所を、その一部ずつ入れ替えていくやりかたを「ローテーション・サンプリング」(rotation sampling) という。この方式をとると、抽出された時期および調査開始の時期のちがう事業所が標本中に混在することになる。このとき、抽出時期と調査開始時期を共通とする事業所のまとまりを指して「組」あるいは「ローテーション」という。
抽出区分
第一種事業所（常用労働者30人以上）は、事業所母集団データベースから抽出する。この際、事業所規模（常用労働者30-99人、100-499人、500人以上の3段階）と産業（日本標準産業分類による）を掛け合わせてできる区分によって、抽出率を定める。後述の、集計の際に使う「集計区分」を粗くしたものにあたる。
調査区
常用労働者29人以下の事業所は、まず地理的な地区を無作為に選定し、その地区を実際に訪問して「現況調査」をおこない、その地区内に存在する事業所をすべてリストアップしたうえでそのリストから対象事業所を抽出する2段階の抽出方法をとっている。5-29人規模の事業所を抽出するために選定するのが「毎勤基本調査区」（「毎勤調査区」と呼ぶこともある）であり、全国調査・地方調査で使用する。4人以下規模の事業所を抽出するのに使うのが「毎勤特別基本調査区」（「毎勤特別調査区」と呼ぶこともある）であり、特別調査で使用する。どちらも経済センサスで設定している調査区を利用し、産業の特徴などによる層化をおこなってから、対象となる調査区を無作為に選定する。選定した各調査区での現況調査で作成したリストから事業所を抽出する際は、全国調査・地方調査では、各調査区の属する層と産業によって設定した抽出率による。特別調査では、調査区内に存在する4人以下規模の事業所すべてを調査対象とする。
現況調査
選定した調査区を実際に訪れて、存在する事業所のリストを作成する作業 。

### 集計と母集団推定
集計区分
全国調査・地方調査の集計は、事業所の規模（常用労働者5-29人、30-99人、100-499人、500-999人、1000人以上の5段階）と産業（日本標準産業分類による）を掛け合わせてできる区分によっておこなう。集計区分ごとの推計値を合成していくことによって、産業や事業所規模をまとめた推計値を計算する。
全国調査においては、各集計区分について調査数値（後述）を求めた上で、それに推計比率（後述）をかけて、母集団における値を集計区分ごとに推計している。
資料によっては「単位集計区分」となっていることがある。また、複数の集計区分をまとめたものを「積上げ集計区分」と呼ぶことがある。
抽出率逆数
集計の際、各事業所の抽出率の逆数で重み付ける作業を、毎月勤労統計調査においては「復元」と呼ぶ。
〔全国調査の集計においては、集計区分内のすべての事業所の抽出率が同一であれば、推計比率（後述）による集計区分ごとの比推定でカバーできるとされていたため、復元をおこなっていなかった場合がある。〕
調査数値
各集計区分について計算された各種の数値（労働者数、賃金合計額、総労働時間数など）で、推計比率（後述）をかけていないものを「調査数値」という。抽出率逆数による復元がおこなわれている場合とおこなわれていない場合の両方をふくむ。
推計母集団労働者数
全国調査に関して、ある集計区分にふくまれる事業所で働く常用労働者が母集団（＝日本全体）では何人いるかを推計した値を「推計母集団労働者数」という。これを求める作業を「母集団労働者数推計」といい、毎月実施する。
リンク･リラティブ法
推計母集団労働者数を求める方法。前月の推計母集団労働者数に、当月の毎月勤労統計調査から推計される1か月分の労働者の変動、他のデータから得られる情報を加味して、当月の母集団の労働者数を推計する。
推計比率
各集計区分について、推計母集団労働者数を、労働者数合計の調査数値で割った値。全国調査では、これを平均賃金などの調査数値にかける比推定の方法により、母集団における平均賃金などを求めている。
ベンチマーク更新
リンク・リラティブ方式によって毎月の推計を重ねていく推計母集団労働者数が実態からかけ離れていくのを防ぐため、経済センサスなどの、全国の労働者数の全数調査データが入手できるタイミング（数年程度の周期）で推計母集団労働者数と全数調査データによる労働者数との乖離分を調整する。この作業を「ベンチマーク更新」と呼ぶ。

### 公表値
実数
調査対象となったある月について、労働者や平均賃金、平均労働時間などを母集団について推計した値。
原表
実数を、一定のフォーマットにしたがった表の形に整形したもの。

指数
特定時点の実数を基準（＝100）となるようにして、それ以降の実数の推移を相対的な値で表したもの。
季節調整値
毎月勤労統計調査のような経済活動を対象としたデータでは、毎年おなじような季節的な変動のパターンがみられる。時系列的な趨勢をみるため、統計的手法によって季節的変動パターンを除去したのが「季節調整値」である。
遡及改訂
ベンチマーク更新や対象事業所の入れ替えなどによってデータが不連続となった場合、そのままの値では時系列的な変動を追跡するのに差し支えがある。そこで、新しいほうのデータの水準にあわせて過去のデータを修正し、連続性を確保するのが「遡及改訂」である。
全国調査では、2017年まではすべての指数について遡及改訂をおこなった数値を発表していた。これらは2018年からほとんど廃止され、労働者数のみについて、ベンチマーク更新をおこなう基準となったセンサス等の時点から、前回のベンチマーク更新の基準となった時点までさかのぼる遡及改訂がおこなわれている。
共通事業所集計
全国調査では、2018年からほとんどの指標について遡及改訂をおこなわなくなったかわりに、「共通事業所集計」が参考系列として提供されるようになった。これは、当月とその1年前との両方のデータがそろう事業所だけに限定したうえで、推計母集団労働者数を当月の値に固定して、1年前との比較をおこなうものである。対象事業所入れ替えによる変動と、推計母集団労働者の変動の両方の効果をとりのぞくことを意図している。

### 2004-2021年特殊系列
2018年末から2019年頭にかけて発覚した東京都不正抽出問題に対応するため、その影響を受ける期間についてあらためて計算した結果が公表されている。
再集計値
2018年から全国調査の集計方法が大きく変わり、東京都の一部の事業所で他の道府県と抽出率が違っていたことについて、それを考慮した「復元」がなされるようになったほか、規模区分の境界を超えて労働者数を増減させた事業所の推計母集団労働者数への反映のさせかたも変化した。2018年からのこの新しい集計方式を、過去に遡って2012年から適用しなおしたのが「再集計」である。2018年はじめの推計母集団労働者数が変化してしまうので、そこから接続する2018年以降についても、従来の公表値とはちがう値となる。東京都とそれ以外との抽出率のちがいが継続していた2019年5月分まで、この方法による再集計値が作成・公表されている。従来の公表値では、東京都の、特に大規模の事業所の抽出率の違いが適切に反映されていなかったために誤った集計結果となっていた。そのため、再集計のほうが正しい統計であるとみなされている。
抽出調査系列
東京都とそれ以外との抽出率の差は2019年6月をもって解消したが、それまでの数値との継続に配慮して、2019年5月分までと同様の方法で集計した値を参考値として公表している（2021年3月分まで）。
時系列比較のための推計値
「再集計」は、2011年以前についてはおこなわれなかった。これは、集計をやり直すためのデータがそろわなかった（すでに廃棄してしまっていた）ためである。この期間について、2004年まで遡って集計をやり直したのが「時系列比較のための推計値」である。「再集計」とは異なり、2018年からの新しい集計方式をそのまま適用するのではなく、基本的には2017年までの集計方式のままで、東京都とそれ以外との事業所抽出率の差のあつかいだけは適切なものに変えるという発想による。データの欠けている部分については、強引な仮定を置いた計算になっているところがある。
給付のための推計値
2017までの東京都での事業所のあつかいが適切でなかったことが2018年末に発覚したため、全国調査による平均賃金を基準として算出される雇用保険の保険金等について、その額を過去に遡って改訂する必要が生じた。しかし再集計をおこなうのに必要なデータが破棄されていたため、2004年から2011年までの期間については改訂が困難であった。そのため、この期間については、2012-2017年の再集計による平均的な増分を外挿して便宜的な値を作成した。これが「給付のための推計値」である。
従来の公表値
2004年から2018年までの、再集計がおこなわれるまでに公表されていた集計結果と、それに接続させた推計母集団労働者数によって集計した2018年以降の値（2020年12月分まで）。

## 歴史
毎月勤労統計調査は、前身までふくめれば、20世紀前半までさかのぼる歴史を持つ調査である。全国調査・地方調査・特別調査の3本立て態勢になったのは1970年。全国調査・地方調査が常用労働者5人以上を雇う事業所を共通の調査票で調査するようになったのは1990年のことになる。
1922年、統計資料実施調査ニ関スル法律（大正11年法律第52号） が成立。この法律に基づき、翌1923年より、「職工賃銀毎月調査」「鉱夫賃銀毎月調査」が始まった。これらが毎月勤労統計調査の前身となる。
戦時中の1944年に勤労統計調査令（昭和19年4月15日勅令第265号）
に基づき、内閣統計局（当時）が毎月勤労統計調査を全国で実施。この調査は、戦況の悪化にともない、一時中断される。終戦後、連合国軍最高司令官総司令部 (GHQ) の覚書「給与及び雇傭状態毎月調査に関する件」(1946年11月14日APO-500発) によって全国調査が再開され、旧統計法 (1947年法律第18号)
に基づいて指定統計第7号となった。1948年に労働省の管轄に移される。

1950年「毎月勤労統計調査規則」(昭和30年総理府・労働省令第2号)
を制定。この1950年1月から、無作為に抽出した30人以上規模事業所を調査対象とし、推計母集団労働者数による比推定をおこなう集計方法を採用。
翌1951年4月に地方調査を開始。
1955年5月調査から、産業別・事業所規模によって「目標精度」を定め、それに基づいて抽出率を求めるやりかたを導入(p31)。
1957年に、常用労働者数5-29人規模の事業所を対象として全国「乙」調査を開始。これ以降、30人以上規模の全国「甲」調査と並行して毎月おこなわれることになる。
おなじ1957年に第1回特別調査をおこなったが、これはこの年のみであった。特別調査を毎年1回実施するようになるのは、1970年以降である。この間、「毎月勤労統計調査臨時調査労災特別調査」(1958-1960年) と「毎月勤労統計労災特別調査」(1961-1969年) が統計報告調整法に基づく承認統計として実施されている
。これは、労働者災害補償保険法の適用拡大のための資料を必要としていたという、当時の政策上の理由による。
1959年1月調査から、調査対象事業所の集計区分所属を6か月ごとに見直す方式を導入(pp32)。
1963年、コンピュータを導入し、統計公表の迅速化を図る。
1970年から特別調査を毎年おこなう態勢になる。
1972年、沖縄返還にともない、沖縄県を調査対象地域に追加。 
1990年、全国調査がそれまで「甲」(30人以上規模事業所対象) 「乙」(5-29人規模事業所対象) のふたつにわかれていたのを統合し、おなじ調査票で調査を実施するようになった（ただし前者と後者はそれ以降もそれぞれ「第一種」「第二種」の事業所と呼びわけられており、サンプリング方法と調査方法が異なっている）。また、母数の比推定をおこなうための補助情報をえる方法を整理し、毎月勤労統計調査からわかる労働者数変化に雇用保険からわかる事業所の新設・廃止等の情報を加味して毎月の母集団労働者数を推計するようになった。この方法を「リンク・リラティブ法」(link-relative method) と称している。また、この改正にあわせて、地方調査の対象を全国調査とおなじく5-29人規模事業所をふくめるよう拡大し、調査方法・調査項目も全国調査とおなじ内容に統一した。 
1993年（平成5年）には、パートタイム労働者（一般の労働者より所定労働時間または所定労働日がすくない者）について記入する行を特に調査票中に設けるようになった。パートタイム労働者はそれ以前から調査対象であったが、人数以外は調べておらず、賃金や労働時間等の一般労働者との差異を知ることができなかった。1990年の改正にあたって審査をおこなった統計審議会 も、パートタイム労働者の調査事項を増やすことを将来課題として挙げていた 。
2001年1月から、中央省庁再編にともない厚生労働省の所掌となる。この年4月からインターネット（毎勤オンラインシステム）での回答受付を開始。
2004年から東京都の大規模事業所の不正抽出が始まるが、そのことは2018年末まで伏せられていた。
2007年、調査精度を評価するための誤差率の計算方法が変更された。この変更にともない、それまで「標本誤差率」と呼ばれて毎年の『毎月勤労統計調査年報』に記載されてきた数値が、これ以降は「標準誤差率」と呼ばれるようになった。
2009年4月、新統計法（2007年改正）施行にともない、基幹統計調査となる。
2011年の3-7月には、東日本大震災後の調査困難により、岩手県・宮城県・福島県で調査の一部がおこなえない事態が生じた

。この時期の調査結果については、「東日本大震災に関連した特別集計」

が公表されている。
2015年5月19日、各府省統計主管課長等会議によって示された「統計調査における労働者の区分等に関するガイドライン」
によって、2016年6月1日以降に企画する統計調査においては「常用労働者」の定義を変更し、「雇用契約期間の定めがない労働者」と「雇用契約期間が1か月以上の労働者」を常用労働者とすることとなった。これにしたがって、毎月勤労統計調査では、2018年1月分調査から「常用労働者」の定義が変更された。
同年9月16日、厚生労働省内でおこなわれた「毎月勤労統計の改善に関する検討会」第6回
において、同検討会の報告書案が提示された。この報告書案で示された方針で、2018年1月調査より全国調査・地方調査の第一種事業所についてローテーション・サンプリングの方法を導入する予定となる。これとともに、調査対象事業所の入れ替えによる賃金水準等のギャップが生じた場合にも、過去にさかのぼっての公表値の修正（「遡及改訂」と呼ばれる）をおこなわないこととした。このために過去の統計との比較に問題が生じることを考慮して、新たに「共通事業所」(前年にも調査対象であった事業所のみを抽出して、現在のウエイトに固定して集計した結果) の前年同月比の集計結果を作成・公表することとした。
2018年1月分から、上記の変更（「常用労働者定義」変更、第一種事業所ローテーション・サンプリング導入、遡及改訂の廃止、共通事業所集計の新設）がおこなわれた。また同時に、平成26年経済センサス－基礎調査からえられる2014年6月末時点の常用労働者数データを用いて、母集団労働者数推計値の調整（「ベンチマーク更新」と呼ばれる）が実施された。その後、公表される賃金の前年比伸び率が過大となっている可能性が指摘される。同2018年末になって、不適切な調査が行われていたことが明らかになり、新聞等で報道された。翌2019年1月11日、厚生労働省はその事実を報告する文書「毎月勤労統計調査において全数調査するとしていたところを一部抽出調査で行っていたことについて」
を公表した。この文書には、問題点を修正した「再集計値」(2012年1月分から2018年10月分まで) と、再集計ができていない部分についての暫定的な「給付のための推計値」(2004年1月分から2013年3月分まで) が付属している。根本匠厚生労働相は国会において「政府統計への信頼を失い申し訳ない」
と謝罪した。この不正によって2004年以来一部のみが抽出されていた東京都の500人以上規模事業所は、2019年6月分調査から全数調査に復帰した。（→「統計不正調査問題」節の #時系列 も参照）
これ以降、厚生労働省は統計委員会の協力のもと、過去のデータが廃棄されているなどの理由で再集計できなかった2004-2011年分についての推計をおこなった。その結果である「時系列比較のための推計値」は2020年8月以降に公開されている。
2020年の新型コロナウイルス感染症 (COVID-19) 流行にともない、同年7月に予定されていた特別調査は中止となった。それにかえて、前年に特別調査の対象となっていた事業所についての臨時の小規模事業所勤労統計調査が2020年10月に実施された。
2021年6月23日、厚生労働省は「厚生労働統計の整備に関する検討会」の下に「毎月勤労統計調査の改善に関するワーキンググループ」を設置。同ワーキンググループは、つぎの課題について検討・提言をおこなった。(1) 2016年経済センサス－活動調査を利用したベンチマーク更新を提言（2022年1月調査について実行）。(2) 今後ベンチマークを更新した際には、ベンチマーク更新の影響をとりのぞいた前年同月比などの指標を作成・公表することを提言（2024年1月調査から実行
）。(3) 季節調整値の作成にX-12-ARIMA
を導入することを提言（当時はX-11を使用）。(4) 母集団労働者数推計について当時まで用いていた方法を整理するとともに経済センサス等からの乖離を検討（この過程で、報告書等の記載が事実と異なっていたことが判明） 。これらの内容をおさめた報告書
を2024年1月に公表している。
2024年1月1日に発生した能登半島地震を受け、全国調査・地方調査の対象となる第二種事業所抽出のための予備調査を2月に実施予定だった七尾市の調査区ひとつについて、金沢市の別の調査区で代替した。

## 統計不正調査問題
2018年末に、500人以上規模の事業所は全数を調査するとしてきたにもかかわらず、実際にはそうしていなかったことが発覚した 。このことに関連して、統計処理が適切でなかったために偏った結果になっていたこと、調査対象とする事業所のサンプル規模を20年以上にわたって公称規模の9割以下に削減していたこと、保管義務のある資料を廃棄ないし紛失していたことなど、一連の問題がつぎつぎに明らかになった。
問題があった期間の過去の統計データは一時期非公開となっていた。その後、再集計をおこなったデータが再公開されたものの、2004-2011年については完全な復元が不可能だったために「推計値」というあつかいになっている。
その後、公的統計全体についておこなわれた点検作業では、多数の統計に問題が見つかった 。さらにその後複数の基幹統計（賃金構造基本統計と建設工事受注動態統計）で不正が発覚したこととあわせて、日本の公的統計制度に対する不信を生む原因となった。

### 不正発覚の経緯
2018年（平成30年）1月分の毎月勤労統計調査（全国調査）結果では、それ以前からの賃金等の推計値の推移との間に大きな段差が発生した。その後、賃金の前年との差が拡大し、6月には現金給与総額の前年比が3.3％と21年ぶりの高い伸び率を示した。これに対して、集計方法に変更を加えて演出した人為的な賃金上昇だとの批判があった。
2018年9月28日、統計委員会はこの問題について審議をおこなった。その際の厚生労働省による説明
は、(A) 2018年1月の段差の大部分は集計区分別の比推定で使う推計比率を計算するためのベンチマークを更新したためだが、(B) 各集計区分内においても調査対象事業所の一部を1月から入替えたための段差が生じている、という2点を原因として挙げるものであった。実際には、これら以外にも (C) 「常用労働者」の定義を変更、(D) 第一種事業所の集計の際に抽出率逆数をかけて「復元」をおこなうように集計方法を変更、(E) 母集団労働者数推計における抽出率逆数のあつかいを変更、という3つの変更点があったが、これらは統計委員会への説明には入っていなかった。特に (D) (E) については、変更をおこなったという事実自体が非公表であった。
この厚生労働省作成資料 では、従業員数500人以上は「全事業所が対象」となっている。したがって、これらの事業所では調査対象の入れ替えはないはずである。ところが実際のデータでは、これらの大規模事業所でも、調査対象の入れ替え (B) に起因すると思われる段差が生じていた。この点に気づいた総務省は、2018年（平成30年）12月10日、厚生労働省に対し、説明を求めた。
厚生労働省は、総務省からのこの問い合わせに対して、500人以上の事業所は全事業所を対象としているという説明は事実に反しており、実際には東京都の一部の産業で抽出調査にしていた、と報告した。ここで初めて、不適切な取扱いが公的に明らかになった。同年12月28日、この件が新聞で報道される 。この段階では、報道各社は、厚生労働省が、統計委員会および総務大臣からの承認を得ずに調査方法を変更していたこと、500人以上規模の事業所を全数調査していなかったことを指して「不正」と報じていた。
上記のように、問題が発覚した発端は、2018年の調査データで異常な賃金の伸びが報告されたことであった。また、その原因とみられる公表方法の変更が検討されはじめたのは、中江総理大臣秘書官（当時）が「経済の実態を適切にタイムリーに表すための、改善の可能性について考えるべき」との問題意識を厚生労働省に伝えた後のことであった。これらのことから、アベノミクスの効果をよく見せかけるために統計を操作したとの疑いが強まった
。

### 不正調査の経過
翌2019年1月、厚生労働省は、この問題についてのプレスリリースを公表した。また、厚生労働省は、「毎月勤労統計調査等に関する特別監察委員会」を設けた。委員会は2019年1月22日に厚生労働大臣に「毎月勤労統計調査を巡る不適切な取扱いに係る事実関係とその評価等に関する報告書」
を提出した
。これで特別監察委員会は使命を終えるはずであったが、調査の経過が不透明で不徹底であること、中立性に欠けることなどの指摘を受けた（→#論評の項を参照）。このため、特別監察委員会は追加の調査をおこない、同年2月27日に追加報告書 を提出した 。
これとは独立して、統計委員会もこの件に関する審議をおこなった。折しも2018年6月の統計法改正
によって、統計委員会の権限と機能の強化が図られた直後であった。統計委員会は2019年1月17日（第130回）から9月30日（第141回）までの12回の会議において、毎回この問題を議題として取り上げている。また、2019年2月に点検検証部会 を設立し、公的統計全体に関する検証をおこなった。

### 判明した事実
特別監察委員会や統計委員会の調査・審議のほか、国会での質疑、マスメディアの取材と報道、さまざまな団体や個人の調査活動を通じて、毎月勤労統計調査（全国調査）について、不適切な方法がとられていたり、実態と異なる説明が長年なされてきたりした事柄が複数あったことが明らかになった。それらのなかには、基幹統計の真実性の毀損や公文書の虚偽記載といった犯罪を構成する可能性のある事柄がふくまれる。

#### サンプル削減
まず、調査対象事業所数が、毎月勤労統計調査の調査計画や公表資料に記された数字より少なかった。第一種事業所（30人以上規模）は1万6700の事業所を調査していることになっていたのだが、実際に調査されていた事業所数はそれよりも5000程度少なく、公表値の7割程度しかなかったとされる。厚生労働省の資料 で具体的な標本事業所数が確認できるのは1996年（平成8年）以降だけであり、それ以前については定かでない。
2003年以前には、一部地域の一部産業について、抽出した事業所の半分についてだけ調査を実施し、そのデータを2倍に水増ししていた。これについては、特別監察委員会(p15) や統計委員会 でその事実が指摘はされたものの、くわしい調査はおこなわれなかった。このため、この「サンプル間引き」対象となった地域・産業はどの範囲であったのか、これによる集計結果への影響がどの程度あったのか、またいつからどのような経緯でそのような操作をはじめたのか、といったことは不明のままである。
これらの点に関して、特別監察委員会も統計委員会も、誤差の推定値に悪影響が出ていた可能性を指摘している。にもかかわらず、誤差への影響についての検討はなされなかった。

#### 東京都不正抽出
東京都の一部の産業においては、2004年以降、500人以上規模の事業所で抽出率が1未満となっており、他の道府県における抽出率が1であったのと不均等になっていた。抽出率の具体的な値はサンプリング時期と産業によって異なる

が、最小で12分の1とかなり小さい。このため、全数を調査した場合にくらべて誤差が増大し、じゅうぶんな精度を保てなくなっていたおそれがある。また、499人以下規模の事業所についても、2009年以降、東京都では他の道府県と異なる抽出率で調査対象事業所を抽出していた。
特別監察委員会報告書(pp24-15) によれば、当時この調査に関する事務を担当していた情報統計部雇用統計課は、おそくとも2003年5月までに、課長以下
の判断で、東京都の常用労働者500人以上の事業所の一部について抽出率を1未満に変更することを決定した。当時の担当係長は、特別監察委員会の聞き取りに対して、つぎのような理由があったと説明している：(1) 全数調査対象の回答事業所からの苦情が多く、大都市の都道府県からの要望に配慮する必要があったこと、(2) 誤差計算の結果、抽出調査でも大丈夫だという話があったこと、(3) 上記の「サンプル間引き」を2004年からやめることにしていたので、それによる都道府県の負担増を調整しようとしたこと。ただし、(2) については、2019年4月18日の第135回統計委員会に厚生労働省が提出した資料 では、誤差に関する試算や評価をおこなった事実は確認できないということである。そもそも500人以上規模事業所については標本誤差ゼロを目標精度としていた から、この規模の事業所を全数調査する以外には、目標精度を確保する方法は原理的に存在しえないが、特別監察委員会も統計委員会もこの点には触れていない。また、上記のようにこの時点までに相当にサンプルを削減しており、毎年公表される標本誤差率も増大
していた状態で、さらにサンプルを減らして「大丈夫」となぜ思ったのかが謎である。(3) の「サンプル間引き」については、ほとんど何も調べられていないから状況が不明だが、東京都の不正抽出についてこのような理由を持ち出したということは、たぶん東京都において「サンプル間引き」を2003年以前からおこなっていたのだと推定できる。
雇用統計課長の決裁を経た上でおこなわれた企画担当係長名による毎月勤労統計調査に係るシステム担当係長あて事務連絡「毎月勤労統計調査全国調査及び地方調査の第一種事業所に係る調査の抽出替えに関する指定事業所の決定及び指定予定事業所名簿作成について」（2003年5月22日付）の添付文書「毎月勤労統計調査全国調査及び地方調査の第一種事業所に係る調査の抽出替えに関する指定事業所の決定及び指定予定事業所名簿作成要領」は、「事業所規模500人以上の抽出単位においては、今回から全国調査でなく、東京都の一部の産業で抽出調査を行うため注意すること」としている(p16) （「全国調査」は「全数調査」の誤りか）。7月30日に厚生労働省大臣官房統計情報部長名で各都道府県知事宛に通知した「「毎月勤労統計調査全国調査及び地方調査第一種事業所に係る調査」における指定事業所の抽出替えの実施について」に添付の「毎月勤労統計調査抽出替えに伴う事務取扱要領」は、2004年1月からの取扱いとして、「従来から規模500人以上事業所は全数調査としていたが、今回は東京都に限って一部の産業で標本調査とした」とする(p5)。具体的な抽出率の指定は、別途都道府県に通知した「逆数表」（都道府県・産業・事業所規模別に抽出率の逆数を示した表）による(p5)。
このようにして、2004年1月調査から、一部の産業について、東京都の500人以上規模事業所はその一部を抽出して調査するようになった。その後、2007年1月、2009年1月、2012年1月、2015年1月、2018年1月におこなわれた第一種事業所の入れ替えの際に、東京都の500人以上規模事業所についてもその都度抽出率を指定しての対象事業所抽出と入れ替えをおこなっている。統計委員会に提出された資料によれば、各時点の抽出率はつぎのようになっている 

（3分の1より小さい抽出率についてのみ、該当する産業分類を示す）。
- 2004年（平成16年）: 3分の1、2分の1、または1
- 2007年（平成19年）: 3分の1、2分の1、または1
- 2009年（平成21年）: 10分の1（医療・福祉）、4分の1（情報通信業）、3分の1、2分の1、または1
- 2012年（平成24年）: 不明
- 2015年（平成27年）: 12分の1（医療・福祉）、5分の1（情報通信業）、4分の1（電気・ガス・熱供給・水道業）、3分の1、2分の1、または1
- 2018年（平成30年）: 12分の1（医療・福祉）、5分の1（情報通信業）、3分の1、2分の1、または1

これらの抽出率をどのように定めたかはよくわからない。厚生労働省の資料 では、第一種事業所の抽出率の決定手続きは、産業と事業所規模によって設定した層ごとに目標精度を設定しておき、この目標精度が達成できる抽出率を求めることになっている。しかし、公表されている目標精度は500人以上規模についてはゼロであるから、この手続きでは1以外の抽出率は出てこないはずである。公表している目標精度の表とは別に非公表の目標精度表を作っていた可能性もあるが、それは明らかになっていない。またその場合、実際に2015年について抽出したサンプルの500人以上規模事業所の産業大分類レベルでの標準誤差率が最大で3.1％になっている ので、499人以下規模の事業所についての「2％」 よりも大きな目標精度を設定していたはずであり、なぜそのような甘い目標にしたのかが問題となる。
また、2009年から、30-99人規模と100-499人規模の事業所については、それぞれつぎの産業で、東京都の事業所の抽出率を他道府県より高くしていた （抽出率が他道府県の何倍であったかを括弧内に示す）。
- 2009年（平成21年）100-499人規模: 木材および木材製品製造業（2倍）、ゴム製品製造業（2倍）
- 2009年（平成21年）30-99人規模: 繊維工業（2倍）、木材および木材製品製造業（2倍）、鉄鋼業（2倍）、複合サービス業（2倍）
- 2012年（平成24年）: 不明
- 2015年（平成27年）100-499人規模: プラスチック製品製造業（2倍）、鉄鋼業（3倍）金属製品製造業（2倍）、はん用機械器具製造業（2倍）、輸送用機械器具製造業（2倍）
- 2015年（平成27年）30-99人規模: 木材および木材製品製造業（4倍）、鉄鋼業（4倍）
- 2018年（平成30年）: 不明

なお、対象事業所抽出作業にあたって都道府県に通知する事務取扱要領には、2011年までは、東京都の500人以上規模事業所は全数調査ではなく抽出調査にする旨の注意書きがあった。しかし2014年、2017年においては、この注意書きを削除している。
厚生労働省はさらに、2018年から、東京都だけでなく神奈川県、愛知県、大阪府も500人以上規模事業所を抽出調査とする計画を進めていた。2017年6月27日にこれら3府県の統計主管課あてにその旨の通知を発出。その後サンプリングを済ませて指定事業所名簿を10月24日にこれら府県に通知していた。12月13日、雇用・賃金福祉統計室長Iが参加した統計委員会との打ち合わせでこのことが発覚。翌日、通知を撤回して全数調査をおこなう旨を同室長から電話で各府県に伝えた。 (p13)

#### 抽出率偽装
担当課や係は、部長（統括官）等の幹部、統計委員会、総務省などに、上記のような東京都大規模事業所に関する変更をおこなっていたことを報告していなかった。なお、報告する義務はなかった。毎年出版する報告書  や公式ウェブサイト、統計委員会に提出した上記資料、省内の会議   では、「500人以上規模は全数調査」などと虚偽の説明をしていた。
『毎月勤労統計調査年報』『毎月勤労統計要覧』は、同一のテンプレートに則って毎年加筆を重ねていく方式で刊行されてきた。変更点を書き換える指示を出さない限り、古い内容が変更されずにそのまま残る仕組みである。前述のように、東京都の大規模事業所を抽出調査にする決定は雇用統計課内で決めたことなので、それに関係した課長・係長等には、これら公表資料の説明部分を、新たな変更点にあわせて変更する責任があった。しかし、特別監察委員会の調査  によれば、そのような変更の指示があったことは確認できない。職員のなかには公表資料の記載と実態とのちがいに疑問を持った者もいたが、記載が書き換えられることはなかった。ある職員は、虚偽の記載を続けた理由について、「統計委員会とか審議会にかけると、問題があると思った」と話している(p16)。
2010年以前に毎月勤労統計調査の承認事項として承認された申請書には抽出率が全国一律だと指定する記述はなかったが、2011年以降は、総務大臣による承認を求める書類に、30人以上の事業所については産業・規模別の層化無作為一段抽出（つまり層内では同一の抽出率）だと記載するようになった。これ以降、第一種事業所は全国一律の抽出率による調査であるという建前で、毎月勤労統計調査は統計法に基づく公的統計制度に組み込まれていく。『年報』『要覧』における集計方法や標本誤差の評価方法などの記載は以前から第一種事業所（規模30人以上）については同一集計区分なら一律の抽出率である前提の内容となっており、全国一律の抽出率でない第二種事業所（規模5-29人）とはわざわざ分けて説明されていた。厚生労働省公式ウェブサイトにも、おそくとも2012年4月以降、同様の説明が掲載されている。統計委員会や総務省等は、これらの情報に依拠した認識を持っていた。
2016年10月27日の厚生労働大臣から総務大臣あての変更申請において、常用労働者500人以上の事業所を全数調査するという記述が出現する。厚生労働省の統計情報部長として毎月勤労統計調査を担当していた高原正之は、常用労働者500人以上の事業所を全数調査するというルールは、統計法の規程に基づいて2017年2月13日に総務大臣がこの申請を承認したことによって新たに作られ、2018年1月分の調査から適用されたとする。特別監察委員会の追加報告書によれば、この項目は2016年10月の厚生労働大臣から総務大臣あての変更申請に際して総務省担当者から大規模事業所は全数調査である旨を記載することを勧められた結果として入ったのであって、厚生労働省が当初から自発的に盛り込んだものではない。当時の雇用・賃金福祉統計室長Fが「原則」「基本的に」との修飾語を置くことを提案したが、「総務省担当者から、変更予定があるという趣旨かとの質問を受けたため、既に抽出調査としていることを説明すれば、これまでの不適切な取扱いの説明にも窮することから、事実を正直に言い出せず、総務省の指摘どおりの記載をした」(p12)、とウソの上塗りを重ねて自縄自縛に陥っていく様子が描かれている。
特別監察委員会の報告書によれば、その後、2017年11月ごろから2018年1月ごろ、当時の統括官Hは、室長Fから、500人以上規模事業所の一部で抽出調査になっていることの報告を受けた。Hは、公表資料と齟齬があるのであればそれらについて「然るべき手続きを踏んで修正すべき」という旨の指示を出した。しかしその後の処理はFにゆだねて放置したという(p24)。実際にはその後も公表資料は修正されず、2018年12月まで虚偽の説明が続けられた。またHは、東京都の規模500人以上の事業所について全数調査を行っていないという情報を、後任の統括官に引き継がなかった (p24) 。他の統括官や部長等の厚生労働省幹部は、2018年12月まで、500人以上規模の事業所は全て調査しているものと認識していた。
以上のように、担当課（室）は、毎月勤労統計調査においては500人規模以上事業所は全数調査であるとの虚偽の表示を続けてきた。そうして調査の精度を実態よりも高く見せかけ、統計の利用者と作成者（担当部局である厚生労働省自体と、公的統計全体を統括する統計委員会等の中央統計機構をふくむ）を15年にわたって欺いた。

#### 「復元」問題
これに加えて、抽出率のちがいを適切にあつかうための「復元」作業がおこなわれていなかった 
 という問題がある。産業と事業所規模によって定義される集計区分内に抽出率のちがう事業所が混在する場合には、抽出率逆数による重みづけをおこなって集計しなければならない。この処理を「復元」と呼んでおり、その月の調査データで得た労働者数の調査数値とそれとは別の方法で推計した母集団労働者数との比 (推計比率) によって重みづける母集団推定 (比推定) の手続きとは区別される。なお、これは毎月勤労統計調査独自の用語であり、一般的なものではない。厚生労働省自身の用語法が必ずしも一貫していないこともあって、このことはあまり理解されていない。これが、母集団推定をしていなかった

とか、比推定をおこなえば「復元」は不要だ とかいった誤解が生まれる要因となっている。
この抽出率逆数による重みづけをおこなう手続きが、第一種事業所（常用労働者数30人以上）の集計システムには組み込まれていなかった。これは、1950年（昭和25年）に標本理論に基づく調査・集計方法に移行した際に、事業所全数調査である事業所統計調査を利用して推計した母集団労働者数によって比推定する方式を採用した ことに由来する。事業所規模と産業によって設定する集計区分内で抽出率が同一になる標本設計にしておき、抽出率に関する情報なしに直接母集団推定をおこなう方式である。1990年に毎月勤労統計調査の方法が全面的に再編されたあとも、第一種事業所では集計区分内で抽出率が一律であるという前提のもと、改良を加えながらも基本的におなじ推定方法を使ってきた。この事実は隠蔽されていたわけではなく、毎年の『年報』『要覧』には第一種事業所では「復元」をおこなわない（第二種事業所ではおこなう）旨の記述がある。厚生労働省のウェブサイトには、おそくとも2012年4月20日以降、おなじ説明
が掲載されている。
1959年（昭和34年）には、この方式に綻びが出はじめる。調査期間途中で規模が増減した事業所の集計区分所属を移動させるようになった(p32) ためである。他の区分から事業所が移動してくるため、抽出率の互いに異なる事業所が同一集計区分内に混在するようになり、全国一律の抽出率であることを前提とした集計方式では間違った結果が出力されてしまう。この原因による統計の異常は、1979年（昭和54年）までには労働省の担当課内で把握されており、雇用統計課の等々力正夫がそのことを指摘する記事
を書いている。しかし、当時これに対する対策はとられないまま放置されており、「復元」をおこなう手続きは導入されなかった。
2004年（平成16年）からの東京都不正抽出が誤った推計結果を生み出したメカニズムも、これと同じである。事業所規模と産業がおなじなら全国一律の抽出率である前提の集計システムを、その前提が成り立たない状況で稼働させていたのだから、当然まちがった結果が出力される。是正するには抽出率逆数によって重みづける「復元」の工程を第一種事業所の集計システムにも導入する必要があるが、その措置はとられなかった。特別監察委員会の報告書では、この工程を導入しようとしたという文書や証言はない。2003年5月22日付の企画担当係長名での毎月勤労統計調査に係るシステム担当係長あて事務連絡「毎月勤労統計調査全国調査及び地方調査の第一種事業所に係る調査の抽出替えに関する指定事業所の決定及び指定予定事業所名簿作成について」に添付された「毎月勤労統計調査全国調査及び地方調査の第一種事業所に係る調査の抽出替えに関する指定事業所の決定及び指定予定事業所名簿作成要領」に「事業所規模500人以上の抽出単位においては、今回から全国調査でなく、東京都の一部の産業で抽出調査を行うため注意すること」との記載があった(p5) ことがわかっているだけであるが、これはサンプリングをおこなう際の注意事項であり、集計システムの変更を指示するものではない。サンプリングを変更したために集計時に注意すべき事柄が生じるのは確かであるが、それは事業所数が減ること、標本誤差が増大すること、集計結果に段差が生じることなど多岐にわたるので、この文が「復元」工程を導入せよというメッセージだと解するのはむずかしい。そもそも、上記のように同様の異常が以前から放置されていたのだから、抽出率がちがえば「復元」が必要になるということ自体が理解されていなかった可能性が高い。
問題に気づいた者もいたが、放置された。特別監察委員会の追加報告書(p9) によれば、2008年（平成20年）に担当係長となった者は、「長年にわたって復元処理をしてこなかったことに何らかの合理性があるのではないか、それまでの歴史ある調査の持続性の観点からこのままで良いかなどと考えたりした」と話したという。また、2015年（平成27年）には、当時の雇用・賃金福祉統計課長Dが「適切な復元処理が実施されていなかった事実を認識するに至ったが」「多忙だったことなどから、必要な対応をしなかった」という。
これとは別に、2010-2011年には、集計に使う産業分類を変更したため、サンプリング時点では別々の産業に属していて別々の抽出率が適用されていた事業所が同一集計区分内に混在していた。このときにも「復元」工程が導入されることはなく、不適切な集計が続けられていた。
以上のように、毎月勤労統計調査全国調査の第一種事業所においては、抽出率逆数を用いた「復元」が必要になる事態が、さまざまな原因で生じていた。東京都と他の道府県との抽出率のちがいもそのひとつである。2017年までは、これらに対して「復元」がおこなわれることはなく、同一集計区分なら抽出率は同一だという誤った前提に基づく集計システムがずっと動いていた。
すでに述べたように、2017年（平成29年）11月頃から2018年（平成30年）1月頃には、室長Fから当時の統括官Hに対し、500人以上規模事業所の一部で抽出調査になっていることを報告している。しかしこの際、「復元」の処理をしていないことは報告しなかった。報告を受けた統括官Hは、統計技術的な問題となる「復元」は当然行われていると思い込んでいたため、そのことに関する確認を行わなかった(p24)。この時期にも『年報』『要覧』は一貫して第一種事業所では「復元」をおこなわない旨書いており、厚生労働省のウェブサイトにも同様の説明が載っていた
のだが、統括官Hがこれらの記述を認識したうえでなおこの思い込みを持ったのかどうかは定かでない。

#### システム改修
2017年（平成29年）6月頃、当時の室長Fは、第一種事業所のローテーション・サンプリング導入に伴うシステム改修にあわせて、東京都の大規模事業所に関する「復元」処理も行おうと考え、そのための抽出率逆数表を交付した。これにより、2018年（平成30年）1月調査分から第一種事業所をふくめ全国調査全体において「復元」がなされることとなった際に、東京都の事業所については他道府県と区別して復元倍率（＝抽出率逆数）を定めることになった。
特別監察委員会の2019年1月22日の報告書(p24) によれば、室長Fはあらかじめ要因分析をおこない、0.2％程度の段差が出るものと予期したうえで、システム改修を指示している。一方、おなじ特別監察委員会の2月27日の追加報告書では「2018年1月からの復元処理については、復元処理を行っていないそれまでの調査結果との比較において、賃金の上昇率を高く見せかけようとする意図・目的があったからではないかとの指摘もされている。この点、室長Fは、統計として本来あるべき処理をし、正確な統計調査を実施することは当然であると考えていた旨述べ、その意図・目的があったことを否定している」
と述べている。
改修した集計システムを2018年1月分から稼働させたところ、はたして室長Fの予測どおりに賃金が上昇した。これに対して、前年までのデータは、システム改修の影響を受けないので、従前の方法で計算した値のままであった。結果として、両者を比較して前年比を算出すると、過大な伸び率が出ることになった。これが、2018年に生じたデータ上の賃金上昇のひとつの原因となっている。
このようなシステム改修をおこなったことは、2019年1月まで公表されなかった。また総務省や統計委員会にも報告されていない。

#### 公文書管理問題
特別監察委員会報告書(p22) はつぎのふたつの文書あるいはデータ（調査票情報）が発見できなかったことと、それらについて文書管理規則上の問題があったことを指摘している。
2007年1月調査の個票データ
当時の保存期間が満了する前に改正された厚生労働省内の行政文書管理規則で「常用」とされており、保存期間が満了していないが、当該文書の存在が確認できない。特別監察委員会はこれについて「統計法および公文書管理法に照らし、不適切な取り扱い」と評している。
2009年の抽出替え時点における旧産業分類の指定予定事業所名簿
保存期間（3年）は満了している。ただし、公文書管理法により廃棄にあたっては内閣総理大臣の同意が必要であるところ、そのような同意があったことは確認できない。したがって廃棄するには適切な手続きがとられていないのだが、当該文書の存在が確認できない。
いずれも、廃棄されたのか、事故等により消滅したのか、外部に持ち出されたのか、実際には省内に存在するものがみつからない（あるいは隠されている）のかは明らかでない。
これらは、過去にさかのぼっての再集計の過程で必要な資料がみつからなかったために発覚したケースである。同様の問題がほかに多発していても不思議でないが、特別監察委員会はそのようなことについての調査はおこなわなかった。

### 統計法の解釈

#### 60条
1947年に成立した統計法は「統計の真実性」の確保を主たる目的のひとつとしていた。特に重要な統計として指定する指定統計については、第18条で「指定統計調査の結果をして真実に反するものたらしめる行為をした者」を「六箇月以下の懲役若しくは禁錮又は五千円以下の罰金に処する」 として、違反に対する刑事罰を予定していた。後にこの規定は19条に移り、罰金の金額も「10万円以下」まで引き上げられている。毎月勤労統計は1947年にこの指定統計になっている。
2007年の統計法全部改正後、この規定は新法60条が引き継いだ。2022年改正 以前の統計法60条は「次の各号のいずれかに該当する者は、六月以下の懲役又は五十万円以下の罰金に処する」としたうえで、その2号で「基幹統計の作成に従事する者で基幹統計をして真実に反するものたらしめる行為をした者」 を挙げており、対象が統計作成に従事する者に限定されている以外は、旧法とほぼおなじである。新法で基幹統計というのは旧法で指定統計と呼んでいたものにほぼ対応する。毎月勤労統計は、新法施行時の経過措置により、2009年に基幹統計になった。これ以降は新法の規定が適用になる。
この統計法60条2号が毎月勤労統計に関する厚生労働省担当者の行為に適用できるかどうかについて、特別監察委員会は、つぎの2件のみ検討した(p27)。
- 2004年から2017年まで第一種事業所データの「復元」をおこなわなかった件
- 2018年データから「復元」を開始した件

前者については、当該の行為は「架空の調査票を捏造する行為、調査票に記載された報告内容を改ざんする行為、基幹統計調査の集計過程においてデータを改ざんする行為などではないことから、明確に「真実に反するものたらしめる行為」に該当するとまでは認められ」ないとしている。つまり、不適切な集計アルゴリズムを使用して結果を操作することを統計法は想定しておらず、したがってこの条項は適用できない、というのである。
後者については、統計の精度を高めるためのものであるから、意図的に「基幹統計をして真実に反するものたらしめる行為」をしたとまでは認められないとした。現実には、厚生労働省が毎月勤労統計調査によって作成する統計には各種指標の前年同月比があり、その精度は2018年1月分から低下していた。そのように精度が低下するであろうことを事前に正確に予測したうえで集計システムをそのように改修するよう指示したという担当者からの聞き取り結果が、特別監察委員会報告書には載っている(p24)。しかしこの事実について、特別監察委員会は法的な評価をおこなわなかった。つまり、統計の精度が高められた部分と低められた部分の両方があるにもかかわらず、前者だけを取り上げて後者を無視するという判断をしたわけであるが、なぜそのような判断基準を採用したかは説明がない。

#### 9条と11条
指定統計は特に重要な統計であるから、当時の統計委員会に計画を提出し、承認を経てからそれにしたがって実施するよう定められていた。具体的には1947年統計法では第7条に「指定統計調査を行おうとする場合には、調査実施者は、その調査に関し、……あらかじめ統計委員会の承認を得なければならない」「承認を得た事項を変更する場合は更に統計委員会の承認を得なければならない」とあった。その後の政府組織の変更によって承認を求める相手は何度か変わっており、2001年の中央省庁再編以降は、総務大臣がその担当となった。
これらの規定は、2007年の統計法全部改正によって条文がふたつにわかれ、また「指定統計」が「基幹統計」になったが、基本的にはおなじであり、「行政機関の長は、基幹統計調査を行おうとするときは、あらかじめ、総務大臣の承認を受けなければならない」（9条）、「承認を受けた基幹統計調査を変更し、又は中止しようとするときは、あらかじめ、総務大臣の承認を受けなければならない」（11条）となっている。これらについては、違反に対する罰則は定められていない。
特別監察委員会の報告書 は、毎月勤労統計調査は、約3万3000事業所を対象として産業・規模別の層化無作為一段抽出で全国調査を行う旨の計画によって2011年8月4日に総務大臣から承認を得たという事実を認定している。そのうえで、その後におこなった全国調査においては調査対象事業所数を減らし、また東京都のみ他道府県と異なる抽出率としたことを指摘し、承認を受けた調査計画と実際の調査方法との間に齟齬を生じさせたことは統計法9条及び11条違反だとした。
2003年に東京都の500人以上規模事業所を抽出調査に変更したことについて、追加報告書では「全数調査を抽出調査に変更することにつき、当時適用のあった2007年（平成19年）改正前の統計法7条2項に基づく総務大臣の承認が必要であったか否かは、承認の 要否が個別の案件ごとに判断されることから、必ずしも明らかではなく、承認を得ずに変更したことが直ちに同法違反であったとは言い難い」(p6) とされ、「不正」とは判断されなかった。

#### その他
公表資料や政府内部資料に虚偽の記載を続けて統計利用者・作成者を欺いてきた件については、法的な責任は追及されなかった。特別監察委員会は、この件について法的な検討をおこなうことなく、不問とした。また、特別監察委員会が検討したのは統計法9条、11条、60条のみである。ほかの法律（たとえば刑法156条の虚偽公文書作成等）については言及がない。
検察も、これらについての捜査をおこなわなかった。なお、統計法60条と刑法156条のどちらも、公訴時効は3年である。

### 再集計
2019年1月17日、厚生労働省は、毎月勤労統計調査の賃金等の値について、データが残っていた2012年（平成24年）以降の調査について再計算し、「再集計値」として公表した。この「再集計」の結果はその後統計委員会で承認され、毎月勤労統計調査全国調査の通常の値として使われる「本系列」として政府統計の総合窓口 (e-Stat) にも搭載された。
厚生労働省は、この再集計値を公表した当時は、他道府県とちがう抽出率になっていた東京都の一部事業所について、抽出率逆数による「復元」を加えて正しい計算方法に変更したものだ、と説明していた 。しかし、後になって、この「再集計」の作業の際、母集団労働者数推計方式にも変更を加えていたことが明らかになった。「再集計値」では、従来の公表値に比べて「きまって支給する給与」の平均値が平均0.6％ほど高めに出ているのだが、この「0.6％」のうちどの程度が東京都の事業所の「復元」によるもので、どの程度が母集団労働者数推計方式の変化によるものなのかは不明である。
再集計のためのじゅうぶんなデータが残っていなかった2004年から2011年の調査については、その後、統計委員会の協力によって推計をおこなった「時系列比較のための推計値」が公表された が、そこでは母集団労働者数推計方式は変更せず、従来どおりの方法をとったとされる。この「時系列比較のための推計値」では、「きまって支給する給与」平均値の従来の公表値との差は0.2-0.3％程度しかない。

### 雇用保険等再給付
雇用保険や労災保険などの給付額は、毎月勤労統計調査の平均給与額の変動を基礎に算定している。この平均給与額が間違っていたため、給付額も間違っていた。延べ2000万人に対して約600億の支払い不足があったとされる。2004年（平成16年）以降に雇用保険、労災保険、船員保険の給付を受給した人の一部及び雇用調整助成金など事業主向け助成金を受けた事業主の一部に対し、遡及して追加給付が実施された。データが残っている2012（平成24年）以降2017年（平成29年）までについては上記の「再集計値」をもとに給付、データが残っていない2004年（平成16年）から2011（平成23年）までについては給与額の「再集計値」による平均的な増分を外挿した「給付のための推計値」を作成し、それをもとに給付した。

### 事後処理
東京都の500人以上規模の事業所の調査は、2019年（令和元年）6月から、厚生労働省が直接調査を担当するかたちでの全数調査となった。
政府統計の総合窓口 (e-Stat) からは、東京都不正抽出の影響を受ける期間（2004年以降）のデータが一時削除されていた。2012年以降分については、2019年1月23日に再集計データが公開された。その後、統計委員会の協力によって2004-2011年の期間についての推計作業が進められ、2020年8月11日から2021年8月24日までに「時系列比較のための推計値」を公開 したことをもって、データ修正作業が完了した。
既刊の報告書等についての正誤表や改訂版などは出ていない。このため、従来の説明のどの部分がどのようにまちがっていたかを一覧できる資料は存在しない。

### 論評
問題が発覚する発端となった2018年の賃金データの異常は多様な原因が複合して起きており、その後に判明した過去の不正も長期にわたる複数の系統の問題をふくむ。また、何を問題の本質と考えるかについても、統計の真実性の侵害、行政手続き上の逸脱、雇用保険等再給付にともなう予算と人員の負担、統計担当部局の能力低下、公的統計制度全体の欠陥、政府の偽造・隠蔽体質、批判的な眼を持って監視する勢力の不在などさまざまな論点がありうる。これらを切り分けて把握することが重要である。

2019年1月22日厚生労働省の特別監査委員会が公表した報告書 に対しては、複数の問題点が指摘されている。
- 委員長が厚生労働省の利害関係者である。
- 職員のメールの調査、大臣政務三役へのヒアリング、調査データや集計システムの分析などをおこなわず、厚生労働省職員からの聞き取りと提出された資料に依存している。
- 一部のヒアリングを、外部の人間ではなく厚生労働省の職員が実施していた[144]。
- 報告書の原案を、厚生労働省が作成していた[144]。
- 調査にかけた時間が短い。
- 事実関係が不明のところが多い。
- 引用した文書などの資料を一切添付していないため、読者が個別に確認し、入手しなければならず、内容の検証がむずかしい[145]。

この報告書では、「東京都の規模500人以上の事業所について抽出調査にすることについて、調査計画の変更等の適切な手続を踏むことなく、担当課のみの判断として調査方法を変更したことは、不適切な対応であったと言わざるを得ない」(p16) とされた。当時の旧統計法のもとでは「調査計画」を総務大臣に提出して承認を受ける仕組みはなかった が、無計画に調査を実施していたわけではない。第一種事業所のサンプリングについては、まず事業所規模と産業分類レベルによって「目標精度」を設定しておき、その目標精度を達成できる抽出率と抽出間隔を決めて、事業所のデータベースから系統抽出をおこなう計画  であった。500人以上規模事業所についてはどの産業分類についても標本誤差をゼロにするという目標精度設定にしていたから、計画に沿ってサンプリングを実施すれば、500人以上規模事業所は必然的に全数を調査することになる。このサンプリング計画は2004年以降も変わっていないが、担当課は計画を無視して、東京都の500人以上規模事業所の一部について、抽出率を2分の1あるいは3分の1に設定してサンプリングを実施した。後にはこの抽出率を最小で12分の1にまで切り下げており、それにともなって精度は下がっていく。この間、サンプリングの計画は標本誤差ゼロの目標をずっと掲げていたのであるが、現場では守られていなかった。
報告書では抽出調査に変更した理由として「継続調査（全数調査）の事業所については企業から特に苦情が多く、大都市圏の都道府県からの要望に配慮する必要があった」「都道府県の担当者の負担を考慮した」との記載がある(p15)。前者は企業からの苦情について述べた文であり、「都道府県」とは行政組織のことではなく事業所の所在地を指すものとも思われるが、「平成15 (2003) 年度毎月勤労統計調査ブロック別事務打ち合わせ会質疑応答集 (平成15 (2003) 年8月現在)」という資料に「規模500人以上の事業所の抽出率が1/1となっており、継続して指定され、対象事業所からも苦情が来ているが、継続指定を避けることができないか」という都道府県からの質問が記載されている(p14) とのことであり、都道府県の担当者経由で企業からの苦情が厚生労働省に伝わる例はあったようである。なお、東京都はそのような要望を出した事実はないとしている。
また、特別監察委員会報告書では、毎月勤労統計調査の集計システム改修に際して、口頭で改修を指示しており、指示が後から追跡可能でないこと、課長や課長補佐が関与しないこと、正しく改修されたかをチェックする仕組みがないこと、そもそもシステムを改修できる技術者がすくないこと、その原因のひとつはシステムで使用していたプログラミング言語の古さにあることなどを報告している。
この報告書は「延べ69人へヒアリングした」とするが、この「延べ」人数とは当時の役職が変わるごとに重複してカウントしたもので、実人数は37人であった。またヒアリングの一部は特別監察委員会ではなく、厚生労働省職員がおこなっていた。こうした点が「お手盛り」として与野党から批判された
。
2019年1月24日の、基幹統計の約4割に何らかの問題があったとの点検結果について、三宅俊光（総務省政策統括官）が記者会見で「毎月勤労統計のような重大な事案はなかった」と説明した
。しかし後日、賃金構造基本統計調査
や建設工事受注動態統計
での不正が明るみに出て、重大な事案は報告されていなかっただけであったことが判明した。
2029年1月26日、この問題について、自民党の国会対策委員長である森山裕は、「今回はさほど大きな問題ではないと今のところ思う」と述べており、その後「誤解を与えるような発言であったとすれば大変申し訳なかった」と発言している。
厚生労働省の特別監察委員会は、2月27日に公表した「追加報告書」において、厚生労働省の統計担当者の行動について、虚偽の説明であり、隠蔽ではないと報告している。監察委員の荒井史男（元名古屋高裁長官）は「隠す意図はなかった」としつつも、「虚偽は隠蔽に勝るとも劣らない罪だ」と強調した。ただしここで「罪」というのはあくまでも比喩表現であり、犯罪として告発しているわけではない。実際、特別監察委員会は、厚生労働省が作成した虚偽の公文書が犯罪を構成しうるかどうかは検討しなかった。
厚生省の元統計担当（補佐か係長か係員と思われる）は「経済を左右するものだっていうことで自負を持って慎重にやってましたが、あそこまで政策に影響するとは正直思ってなくてびっくり」 と話している。

### 時系列

#### 2014年まで
1946年12月、連合国軍最高司令官総司令部 (GHQ) の指令によって毎月勤労統計調査が再開。担当は内閣統計局。これ以降、500人以上規模事業所は全数を調査することになる(p29)。
1947年、旧統計法 (昭和22年法律第18号) 施行。毎月勤労統計調査はこの法律2条の規定に基づいて指定統計第7号として指定される。
1948年、毎月勤労統計調査は新設された労働省に移管。
1950年1月調査から、対象事業所を無作為に選定する方法に移行。30人以上規模事業所を対象とするようになる。母数を推定する方法として、1948年10月の事業所賃金調査（30人以上規模事業所の全数調査）を起点として推計した母集団労働者数による比推定を採用する。
1955年5月調査から、産業別・事業所規模をかけあわせて設定した抽出区分ごとに標本誤差の「目標精度」を定め、それに基づいて抽出率を求める方法を導入(p31)。
1957年、5-29人規模事業所を対象とする「乙」調査を開始。
1959年1月調査から、調査対象事業所の雇用する労働者数が調査期間中に増減した場合について、6か月ごとに集計区分所属を見直す方式を導入(p32)。
1963年、労働省はコンピュータを導入し、集計システムを稼働させる。
1979年、労働省雇用統計課担当者が、「復元」を適切におこなっていないために毎月勤労統計調査の推計に偏りが生じていることを指摘。
1990年から、5人以上の事業所について調査項目を統一し、一括して集計する体制となる。従来の「甲」調査の対象であった30人以上規模事業所を「第一種事業所」、「乙」調査の対象であった5－29人規模事業所を「第二種事業所」と称するようになる。
1992年10月に出版された『毎月勤労統計要覧』（平成4年版）
には、(1) 第一種事業所は集計区分内で抽出率が一定なので復元不要だが第二種事業所ではこの前提が成り立たないので抽出率逆数をかけて復元をおこなう、(2) 500人以上規模事業所については標本誤差ゼロを目標精度とする、(3) 500人以上規模事業所は全数調査である、という記述がある。これ以降、2018年に出版の平成29年版
まで、『毎月勤労統計要覧』に同様の説明を毎年掲載。
2001年1月6日、中央省庁再編によって厚生労働省、総務省などが誕生。毎月勤労統計調査は労働省から厚生労働省の所掌となる。統計基準部は、総務庁統計局から総務省統計局へ移動。
2002年9月6日に、当時の統計法の規程に基づき、指定統計であった毎月勤労統計調査の承認事項の変更の申請を、厚生労働大臣が総務大臣に行った（平成14年9月6日付 厚生労働省発統第0906002号 毎月勤労統計調査に係る統計法第7条第2項の規定による承認事項の変更について（申請））。この承認事項（案）には、常用労働者規模500人以上事業所を全て調査するかどうかという項目はない。また、抽出率に関する項目もない。
2002年9月18日に、総務省統計局長から、「申請のとおり承認します。」という通知がなされた（平成14年9月18日付 総統審第342号 毎月勤労統計調査に係る統計法第7条第2項の規定による承認事項の変更について（通知））。
2003年5月までに、厚生労働省の担当課（室）は、課長以下の判断で、東京都の常用労働者500人以上の事業所の一部について抽出率を1未満とすることを決定。
2004年1月分の調査から、東京都の常用労働者500人以上事業所の一部の抽出率を引き下げた。この引き下げは2002年の承認事項の変更には当たらないので、承認事項の変更の申請は行われなかった。担当課（室）が作業手順を各都道府県に指示する毎月勤労統計調査の手引き（事務取扱要領）には、これ以降、2014年までは、「東京は抽出調査でよい」と記載。
当時、東京都の常用労働者500人以上事業所の数は増加を続けていた。
2005年8月15日、総務省は統計局統計基準部を廃止。公的統計制度の中で統計基準部が担ってきた総合調整などの機能は、総務省政策統括官（統計基準担当）に移管となる。
2007年5月16日、統計法全部改正。
2007年10月1日、新統計法にしたがって、内閣府に統計委員会を設置。従来の統計審議会は廃止。
2009年4月、新統計法施行にともなう移行措置により、毎月勤労統計調査は基幹統計調査となる（それまでは指定統計調査であった）。
2011年8月4日、厚生労働大臣は総務大臣に毎月勤労統計調査の承認事項の変更を申請し、承認される。その中では、30人以上の事業所については、「産業・規模別の層化無作為一段抽出」と記載。産業と事業所規模によって層にわけたうえで、ひとつの層内の事業所はすべておなじ抽出率でサンプリングをおこなう、との意味である。（これ以前に毎月勤労統計調査の承認事項として承認された申請書には、全国一律の抽出率であるという記載はない。）

#### 2015年
2015年、厚生労働省が作成して都道府県に配布する事務取扱要領から、「東京は抽出調査でよい」との記述が削除される。
2015年5月18日、厚生労働省の姉崎猛統計情報部長が「毎月勤労統計の改善に関する検討会」 （以下「検討会」と呼ぶ）を招集。
2015年5月19日、各府省統計主管課長等会議による「統計調査における労働者の区分等に関するガイドライン」 で「常用労働者」の定義変更が決まる。
2015年6月3日、検討会の第1回会議を開催。阿部正浩中央大学経済学部教授が、委員互選により座長に就任。この第1回検討会の際の配布資料
では、全国調査の第一種事業所について「層化一段無作為抽出（産業・規模別に層化、層内では均一の抽出率）」と説明している。また、議事録
によれば、雇用・賃金福祉統計課の久古谷課長が「500人以上の事業所は基本的には１分の１で当てておりますので、500人以上の事業所は常に当たっている。それより小さいところが２年か３年で抽出替えで対象が変わってくることになっております」と説明している。
2015年8月7日、検討会第5回会議に、報告書素案となる「毎月勤労統計のサンプル入れ替え方法とギャップの補正方法の今後の方向性について（素案）」
が提出される。この素案1頁に「（一部の大規模事業所については継続的に調査）」との説明がある。
2015年9月16日、検討会第6回会議に、報告書素案を改訂した「毎月勤労統計の改善に関する検討会中間的整理（案）」
が提出される。この素案1頁では、常用労働者規模30人以上の調査対象事業所の入れ替えについて「（規模500人以上の事業所については全数調査）」との説明がある。議事録
によると、雇用・賃金福祉統計課の手計課長補佐が「素案の段階では継続的に調査となっていたのですけれども、500人以上の事業所については全数調査なので、そこを修正しています」と説明したことになっている。なお、この検討会は6回の会議を開催したあと、結論を出さずに解散した。

#### 2016年
2016年4月1日、統計法改正 により、統計委員会を内閣府から総務省に移動。
2016年10月27日〔28日?〕、厚生労働大臣は、毎月勤労統計調査の承認事項の変更を申請。「諮問第97号毎月勤労統計の変更について」 にこの承認変更の文書「基幹統計調査の変更について（申請）」が添付されている。この中に、常用労働者の「規模が500人以上事業所については、全数調査とする」という内容が含まれていた。（これ以前の毎月勤労統計調査の承認事項として承認された申請書には、全数調査を指定する記述はない。）

#### 2017年
2017年2月13日、総務大臣は上記変更を承認した。このとき、500人以上事業所の全数調査の規定は2018年1月分調査から適用するとされた。
2017年6月頃、当時の室長Fは、第一種事業所のローテーション・サンプリング導入にともなうシステム改修にあわせて東京都の大規模事業所に関する「復元」処理も行おうと考え、そのための抽出率逆数表を交付。
2017年11月頃から2018年1月頃、室長Fは当時の統括官Hに、500人以上規模事業所の一部で抽出調査になっていることを報告。統括官Hはそれについて「然るべき手続きを踏んで修正すべき」旨の指示をした。しかし、室長Fは総務省に報告せず、公表資料の訂正もしなかった。

#### 2018年
2018年1月調査分より、次の変更がなされた：(A) ベンチマークの更新、(B) 調査対象事業所の入れ替え、(C) 常用労働者の定義変更、(D) 東京都と他道府県との第一種事業所の抽出率のちがいに関する「復元」処理の開始、(E) 母集団労働者数推計方式の変更。ただしこれらのうち、(D) (E) は非公表であった。この1月分調査から、賃金等の推移に大きな段差が発生。
2018年5月25日に成立した「統計法及び独立行政法人統計センター法の一部を改正する法律」 により、統計委員会の権限と機能の強化が図られる。
6月分調査で、現金給与総額の前年同月比が3.3％と21年ぶりの高い値を記録。
9月12日、公表される賃金の前年比伸び率が過大となっている可能性が指摘される
。
9月28日、統計委員会は、この毎月勤労統計による賃金の伸びは実態を示していないという見解を示す
。
12月13日、厚生労働省の職員が、統計委員会に対し、東京都の500人以上規模事業所が全数調査でなくなっていることを報告。厚生労働省は神奈川・愛知・大阪でも抽出調査に変更する計画を進めていたが、翌日これを撤回。12月20日に根本厚生労働相に問題を報告した。
12月28日、複数の新聞がこの件を報じる 。

#### 2019年
2019年1月11日、厚生労働省はプレスリリース を公表。東京都での事業所の抽出の問題のほか、抽出率のちがいを補正する「復元」に関する問題、調査対象事業所数が公称より少なかった問題を報告する。
1月16日、厚生労働省が特別監査委員会を発足させる。委員長には、厚生労働省所管の独立行政法人である労働政策研究・研修機構理事長の樋口美雄が就任。
1月17日、データを「復元」していなかった期間のうち、2004-2011年分については、「復元」の処理をしたうえで集計をやりなおすために必要な資料の一部が、保存期間が満了していて紛失もしくは廃棄されており、再集計が困難であることが判明。
1月22日、特別監査委員会が報告書を公表。
1月24日、基幹統計の約4割に何らかの問題があったとの点検結果。
1月25日、特別監察委員会の報告書の問題点について、必要に応じて行うと答弁していた根本匠厚生労働相は、再調査を決定。
2月1日、政府は厚生労働省で統計を担当していた局長級の大西康之政策統括官を同日付で官房付とし更迭。
2月12日、衆議院予算委員会において、毎月勤労統計の改善に関する検討会の第4-6回会議の議事録が非公表である問題がとりあげられる。
2月22日、総務省は、統計委員会の西村清彦委員長は多忙のため、国会審議には協力しない、という趣旨の文書を作り、野党に提示。しかし、西村氏に無断で総務省が作成していたことが分かり、西村氏は「極めて遺憾だ。支障のない限り国会には協力する」と書面でコメントした。
2月27日、特別監察委員会は2回目の報告書（追加報告書）を公表。
4月26日、厚生労働省は、未修正のままデータ公表をとりやめていた2004-2011年の期間について、データを補完して推計する考えを示す。
5月16日、総務省統計委員会の点検検証部会 が行った公的統計全体についての追加調査の結果、288統計のうち問題があったのは6割強の178統計に上ったと発表。
6月14日、参議院は2017年度決算を承認した。この際、7項目からなる「警告決議」を採択し、内閣に対して警告をした。毎月勤労統計の問題のほかに、2018年7月の西日本豪雨で政府からの情報伝達が不十分であった問題などを含む。
7月2日、政府は中央省庁幹部人事を発表。統計不正問題に絡み、職員への聞き取り調査への同席と、国会での不正確な答弁などが問題となった厚労省官房長定塚由美子を格下ポストとされる人材開発統括官へ異動させ事実上の更迭とした。次官級の宮川晃厚労審議官は辞職。但し、鈴木俊彦厚労事務次官は留任となった。
10月8日、毎月勤労統計について、システムの刷新などを含めた改革の工程表を厚生労働省がまとめた。厚生労働省は古いシステムを使っていたことも不正を見抜けなかった要因の一つと考えている。

#### 2020年
2020年6月2日、政府は不正の再発防止に向けて、公的統計の整備の方針を定めた基本計画を変更することを閣議決定した。
2020年8月11日、2004-2011年についての「時系列比較のための推計値」の公表を開始。翌年8月24日までかけて完成させる。